# Pomnik Aleksandra Fredry we Wrocławiu
Pomnik hrabiego Aleksandra Fredry – pomnik znajdujący się we Wrocławiu na południowej pierzei wrocławskiego Rynku.

## Wygląd
Aleksander Fredro odlany z brązu na piaskowcowym cokole pokrytym z trzech stron inskrypcjami siedzi na krześle czy fotelu w czamarze. Poeta trzyma rulon papieru i gęsie pióro.

## Historia pomnika

### We Lwowie
Pomnik przedstawiający polskiego literata Aleksandra Fredrę został wykonany na zlecenie Lwowskiego Koła Literacko-Artystycznego przez znanego rzeźbiarza Leonarda Marconiego w 1879 roku. Uroczystość odsłonięcia pomnika na placu Akademickim (obecnie Prospekt Szewczenki) we Lwowie 24 października 1897 r., zgromadziła wielu dostojników, obecni byli m.in.: marszałek krajowy Stanisław Badeni, namiestnik książę Eustachy Sanguszko, ksiądz arcybiskup Izaak Mikołaj Isakowicz, prezydent Lwowa dr Godzimir Małachowski, przedstawiciele sądu krajowego, izby handlowej, uniwersytetu, politechniki itd. Wieczorem we lwowskim teatrze hr. Skarbka odbyło się przedstawienie „Ślubów panieńskich”. 

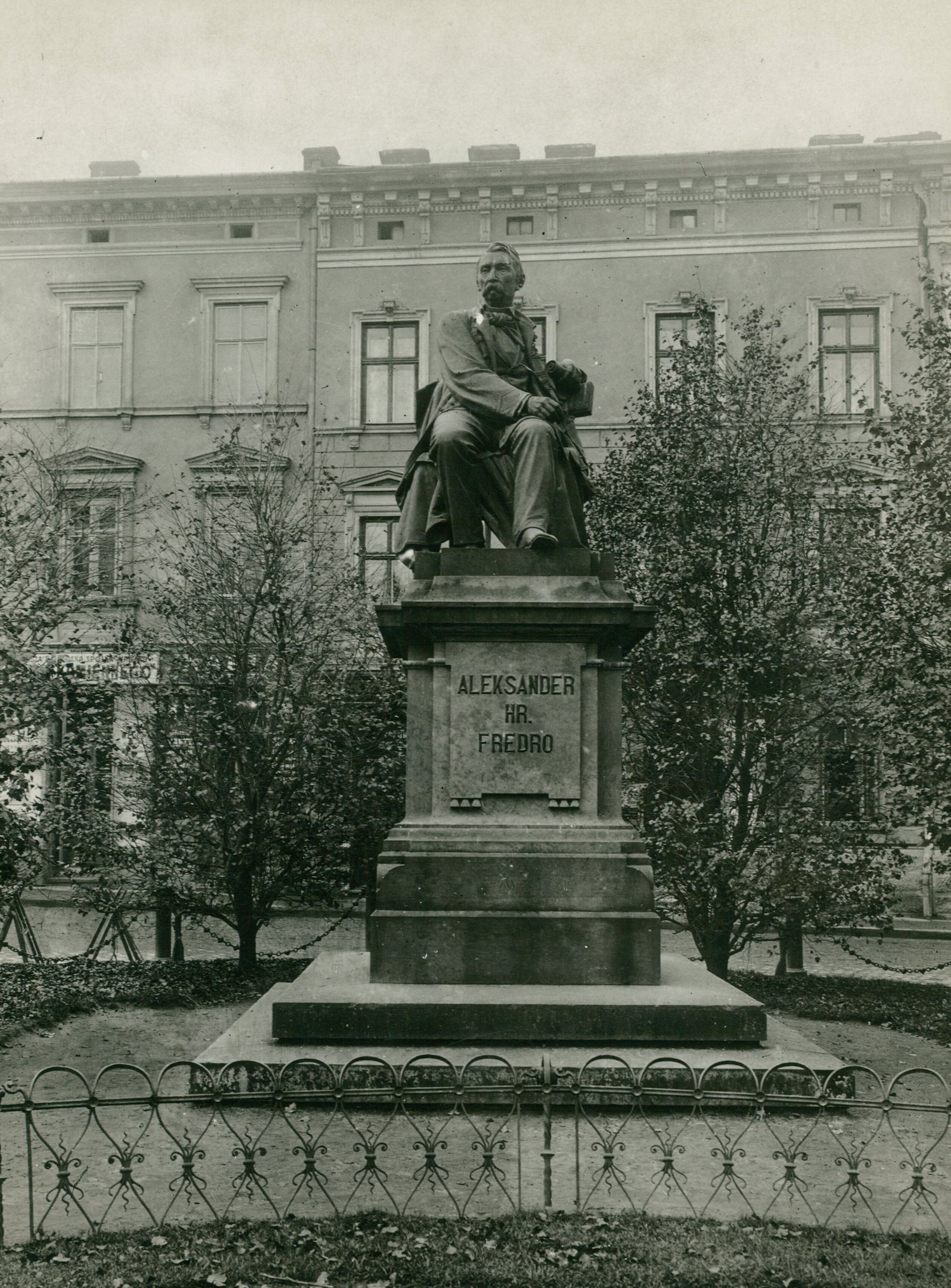
Pomnik Aleksandra Fredry we Lwowie (c. 1920)

Po II wojnie światowej Lwów włączono w skład ZSRR, a w 1945 r. w Kijowie delegacja polskiego rządu podpisała protokół dodatkowy do umowy z 1944 r., zawartej między PKWN a rządem Ukraińskiej SRR, który zgodził się wydać polskiemu rządowi polskie, narodowe pomniki znajdujące się w mieście Lwowie, a związane z historią i kulturą wyłącznie polską, i jednocześnie wyraził życzenie pozostawienia pomnika Mickiewicza, który „cieszy się popularnością i miłością wśród narodu ukraińskiego”. Pomnik Fredry przyjechał do Polski w 1946 roku, do Warszawy i został umieszczony w parku Wilanowskim.

### We Wrocławiu

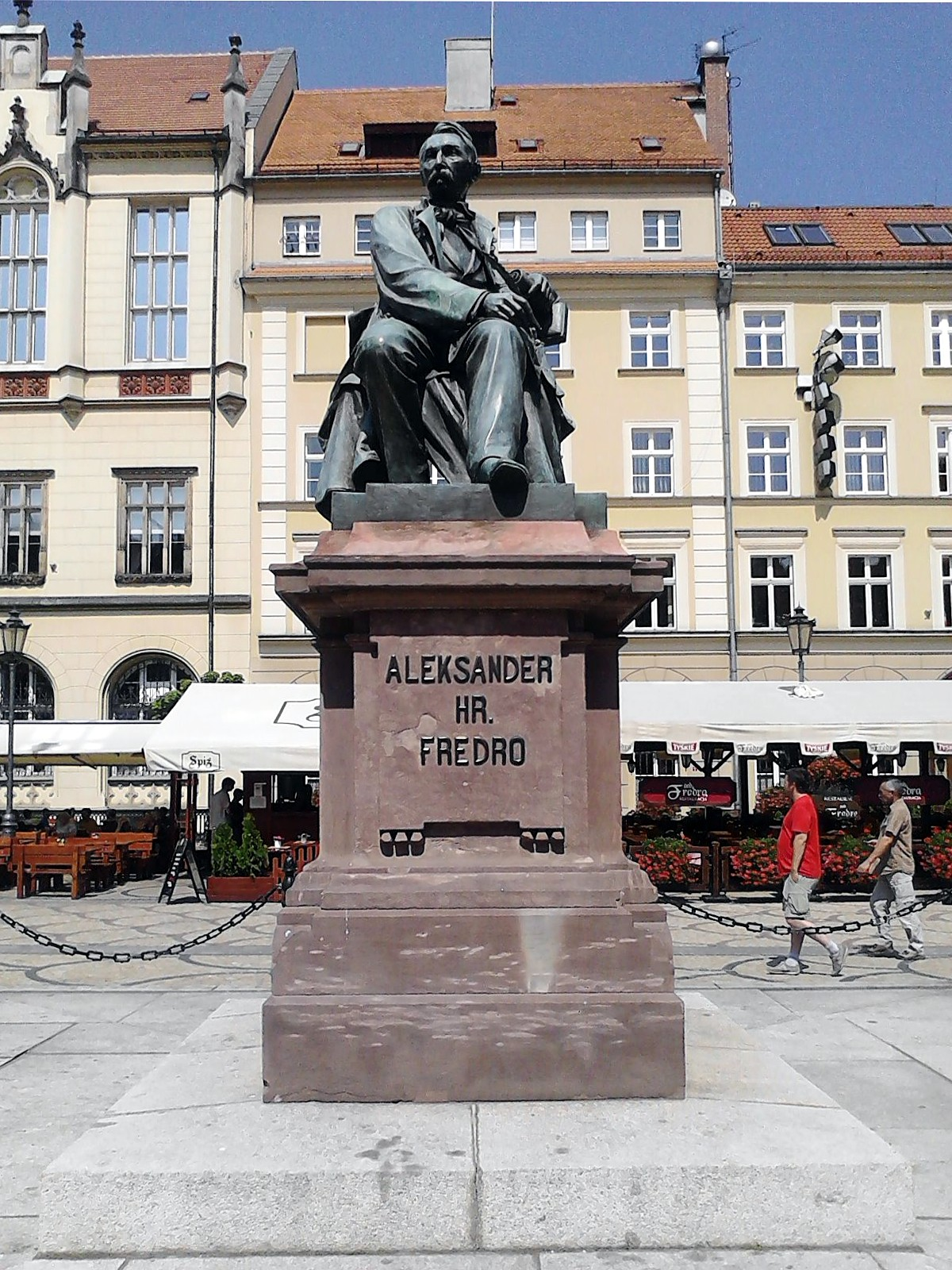
Pomnik hrabiego Aleksandra Fredry we Wrocławiu

Pomnik początkowo wywieziono do Wilanowa, gdzie znajdował się do 1956 r. O przeniesieniu go do Wrocławia zadecydował fakt, że po wojnie w tym mieście osiedliło się wielu repatriantów ze Lwowa. Wrocław „stał się spadkobiercą i kontynuatorem polskich tradycji naukowych Lwowa”. Ponadto Fredro znał Wrocław; był tu jako „młody kapitan wojsk polskich walczących u boku Napoleona”, a w 1856 r. podobno przyjechał do Wrocławia, gdyż chciał kupić posiadłość w okolicy miasta. Do Wrocławia pomnik przywieziono 15 lipca 1956 r. i uroczyście odsłonięto na południowej pierzei Rynku, w miejscu gdzie niegdyś stał pomnik króla Prus Fryderyka Wilhelma III.